# Clain
Pour les articles homonymes, voir Clain (homonymie).
Cet article possède des paronymes, voir Clin et Klein.
Le Clain est une rivière française d'environ 145 kilomètres de longueur, coulant en région Nouvelle-Aquitaine en traversant les deux départements de la Charente et de la Vienne. C'est un affluent rive gauche de la Vienne, elle-même affluent de rive gauche de la Loire.

## Géographie
D'une longueur de 144,3 km, le Clain naît dans le département de la Charente, mais l'essentiel de son cours est situé dans celui de la Vienne.
Le Clain prend sa source au sud de Hiesse en Charente en traversant le département de la Vienne  et la ville de Poitiers, avant de confluer avec la Vienne, à Cenon-sur-Vienne au sud de Châtellerault.

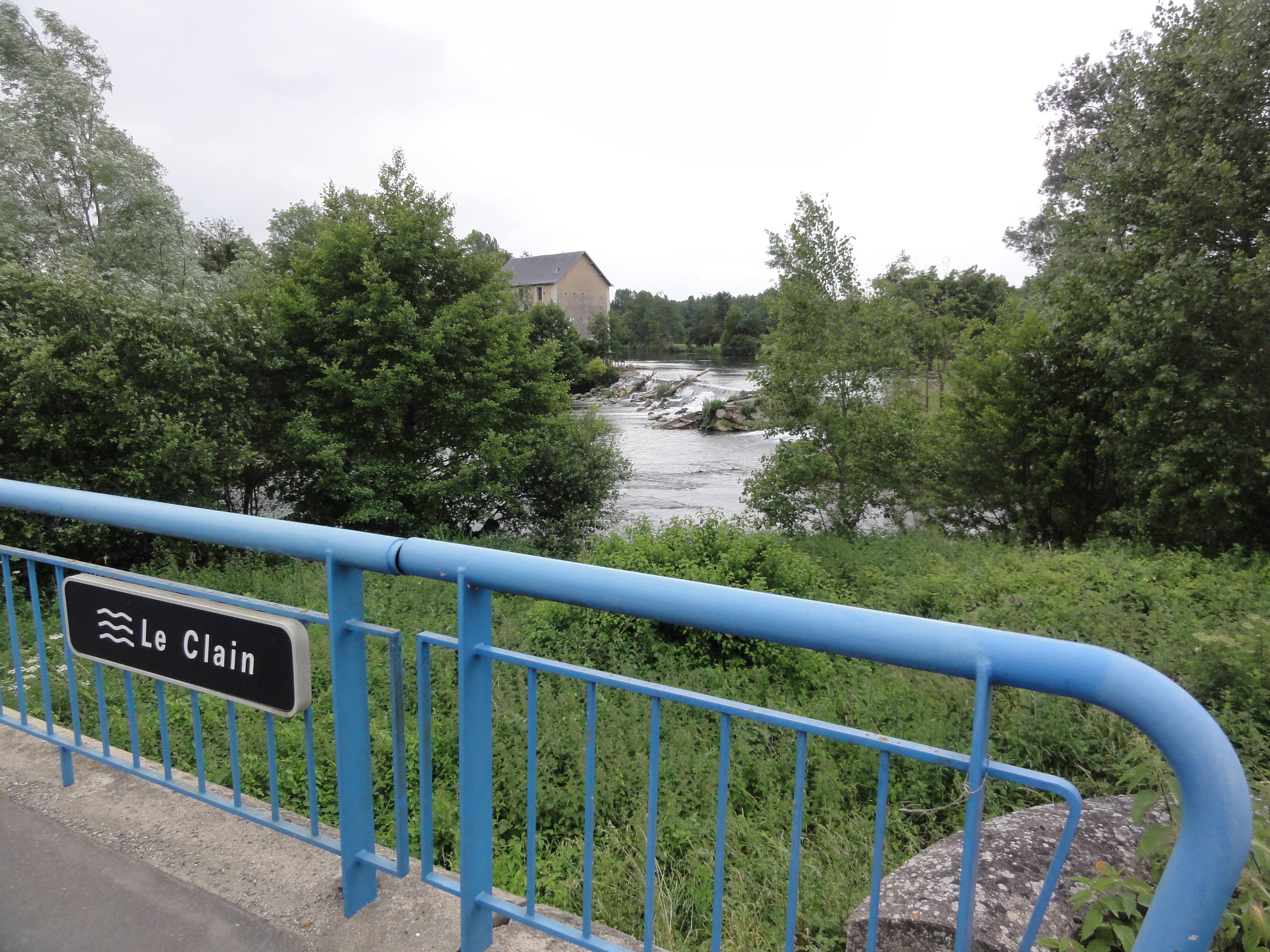
Le Clain à Beaumont-Saint-Cyr.

Rivière de pays calcaire, le tracé de son cours entaille fortement des plateaux, formant une vallée encaissée en U (ou en auge) de cinquante mètres de profondeur à certains endroits. Son cours méandreux forme des rives escarpées du côté concave de son cours, en vis-à-vis d'une rive en pente moyenne sur le côté convexe par exemple à Saint-Benoit.

### Communes traversées

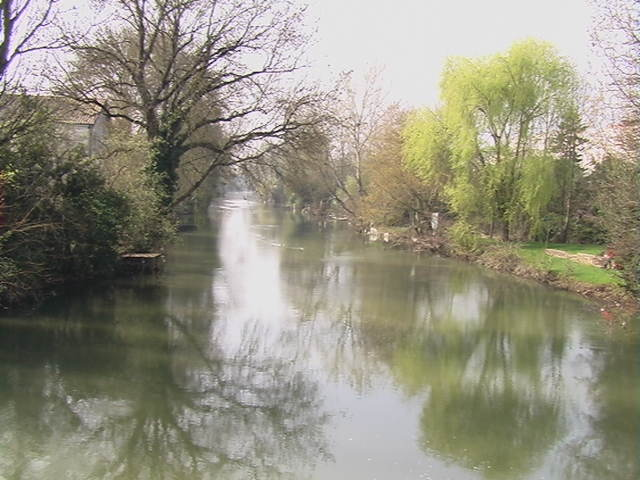
Le Clain au pont Saint-Cyprien à Poitiers.

Dans les deux départements de la Charente et de la Vienne, le Clain arrose trente-deux communes :
- Hiesse (source), Épenède, Pressac, Mauprévoir, Saint-Martin-l'Ars, Payroux, Joussé, Château-Garnier, Sommières-du-Clain, Romagne, Champagné-Saint-Hilaire, Anché, Voulon, Vivonne, Château-Larcher, Aslonnes, Iteuil, Roches-Prémarie-Andillé, Smarves, Ligugé, Saint-Benoît, Poitiers, Buxerolles, Migné-Auxances, Chasseneuil-du-Poitou, Saint-Georges-lès-Baillargeaux, Jaunay-Marigny, Dissay, Beaumont-Saint-Cyr, Vouneuil-sur-Vienne, Naintré, Cenon-sur-Vienne (confluence).

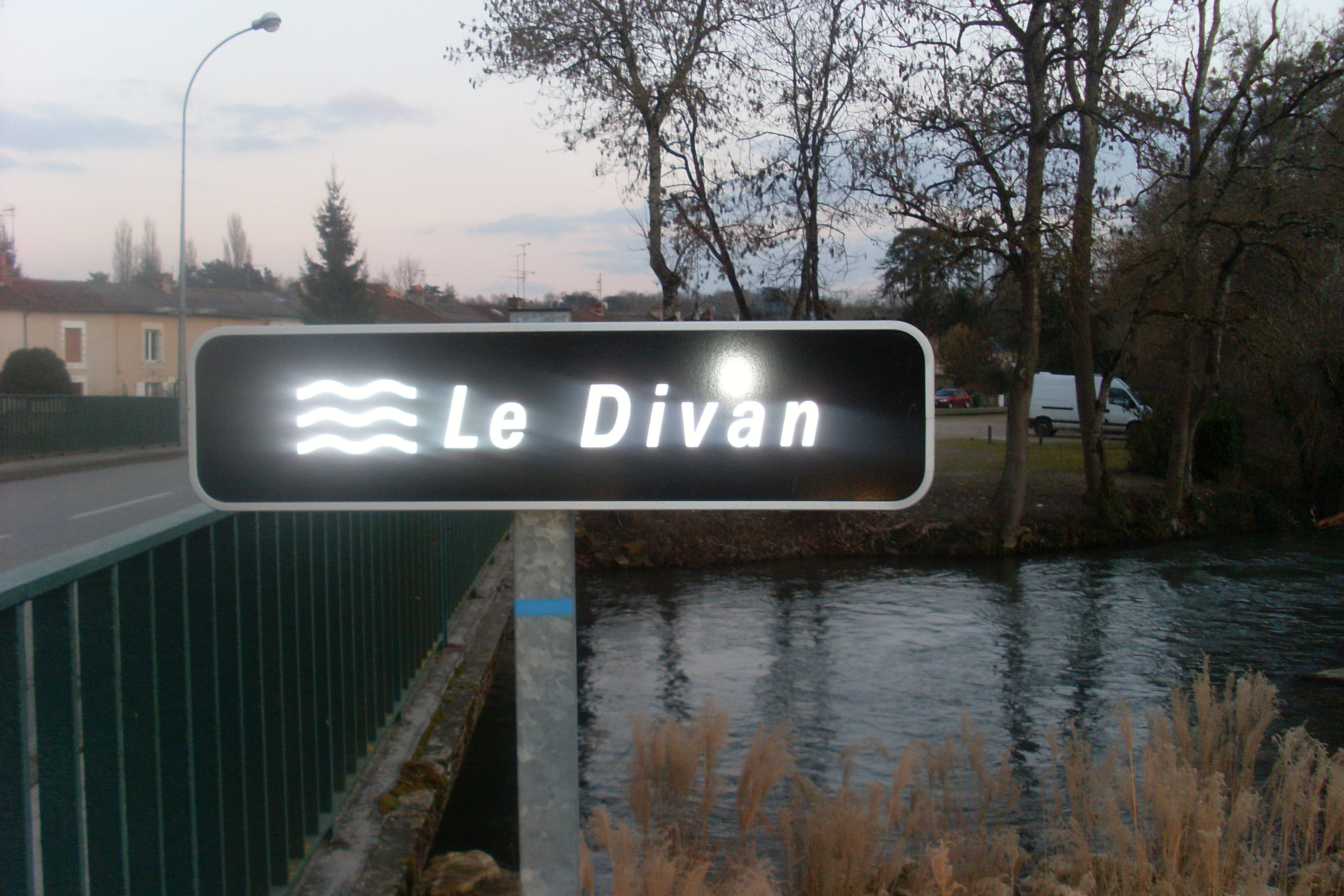
À Ligugé, le Divan qui est l'un des bras du Clain.

### Bassin versant
Le Clain traverse dix-huit zones hydrographiques pour une superficie totale de 3 217 km2. Son bassin versant est constitué à 80,74 % de « territoires agricoles », à 14,2 % de « forêts et milieux semi-naturels », à 4,96 % de « territoires artificialisés », à 0,08 % de « surfaces en eau », à 0,02 % de « zones humides ».

### Organisme gestionnaire
- Syndicat mixte des Vallées du Clain Sud[4] de Pressac à Iteuil (Clain amont, Clouère, Vonne et Palais Rhune)
- Syndicat intercommunal du Clain aval (Clain de Ligugé à Cenon sur Vienne, la Boivre, la Pallu, l'Auxance, le Miosson).

Ils sont issus de la fusion de plusieurs syndicats de rivière au 1er janvier 2016.

## Affluents
- Le Préhobe à Pressac ; long de 9,9 km ; (rive droite) ;
- Le Payroux à Payroux ; long de 20,1 km ; le Maury est un affluent ; (rive gauche) ;
- Le Bé à Sommières-du-Clain ; long de 4,4 km ; le Fontegrive est un affluent temporaire ; (rive gauche) ;
- Le Pontreau à Anché ; long de 2,4 km ; (rive gauche) ;
- La Dive du Sud, rivière en grande partie temporaire, devient permanente à partir de Couhé ; (rive gauche). Grossie, juste avant d'atteindre le Clain, de la Bouleure ;
- La Vonne à Vivonne ; (rive gauche) ;
- Le Palais à Vivonne ; (rive gauche) ;
- La Clouère près de Vivonne ; (rive droite) ;
- La Menuse à Saint-Benoît ; (rive gauche) ;
- Le Miosson à Saint-Benoît ; (rive droite) ;
- La Boivre à Poitiers ; (rive gauche) ;
- L' Auxance et son affluent la Vandelogne à Chasseneuil-du-Poitou ; (rive gauche) ;
- La Palu à Beaumont, 31,4 km ; (rive gauche) ;

## Hydrologie

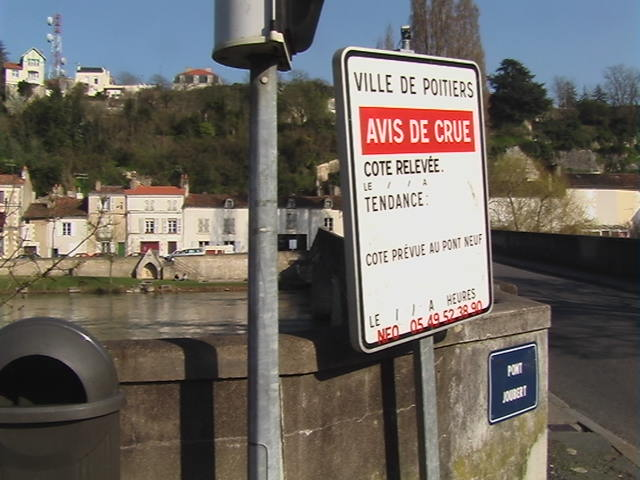
Panneau indiquant des informations sur la crue en mars 2007 au Pont Joubert.

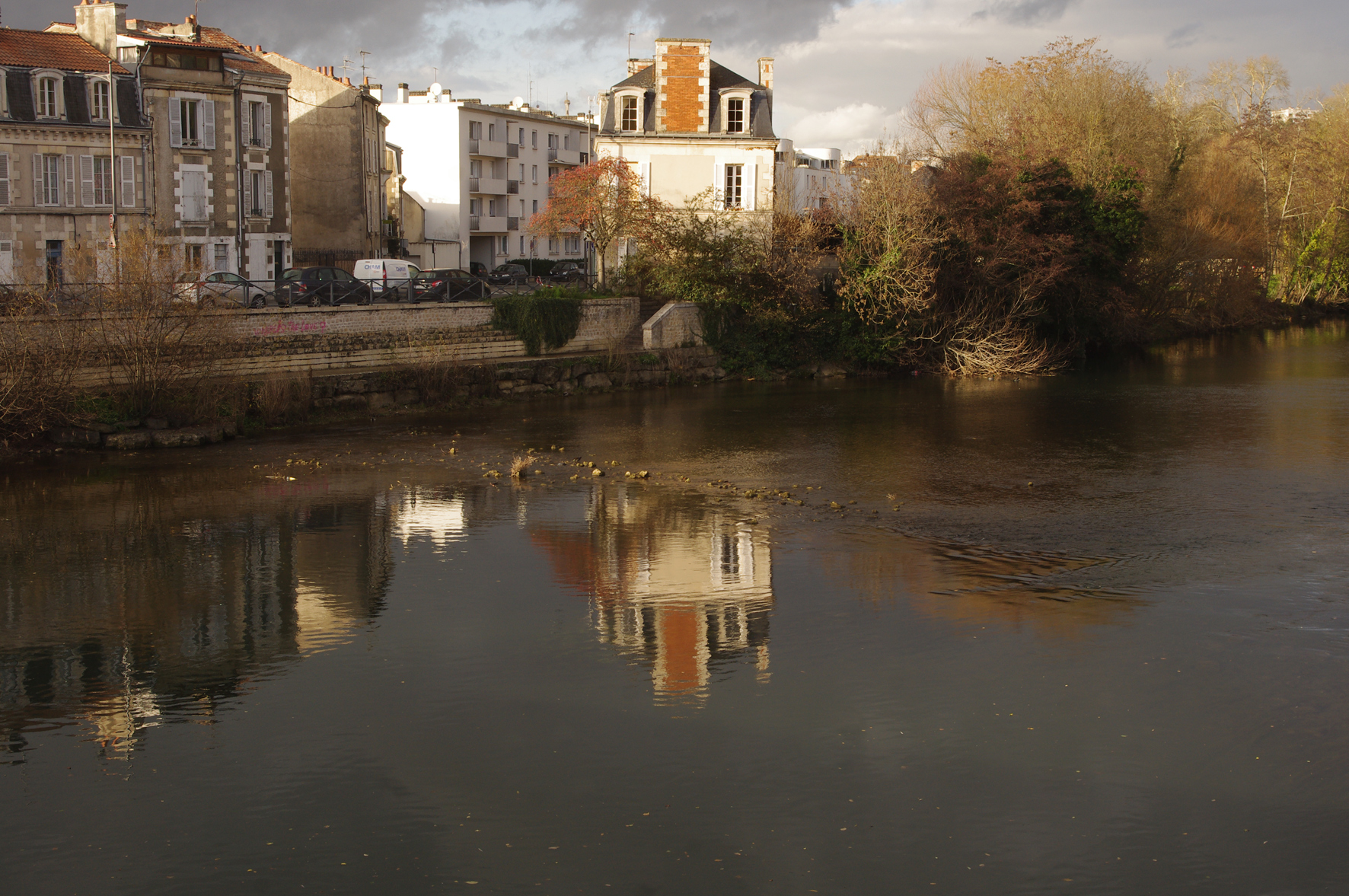
Vue de vestiges de démolition des murailles de Poitiers, près du pont Joubert.

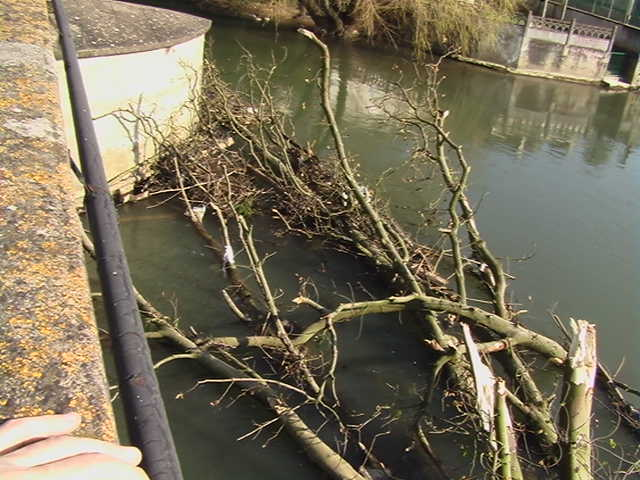
Arbre déraciné par une crue emporté jusqu'au pont-Joubert en mars 2007.

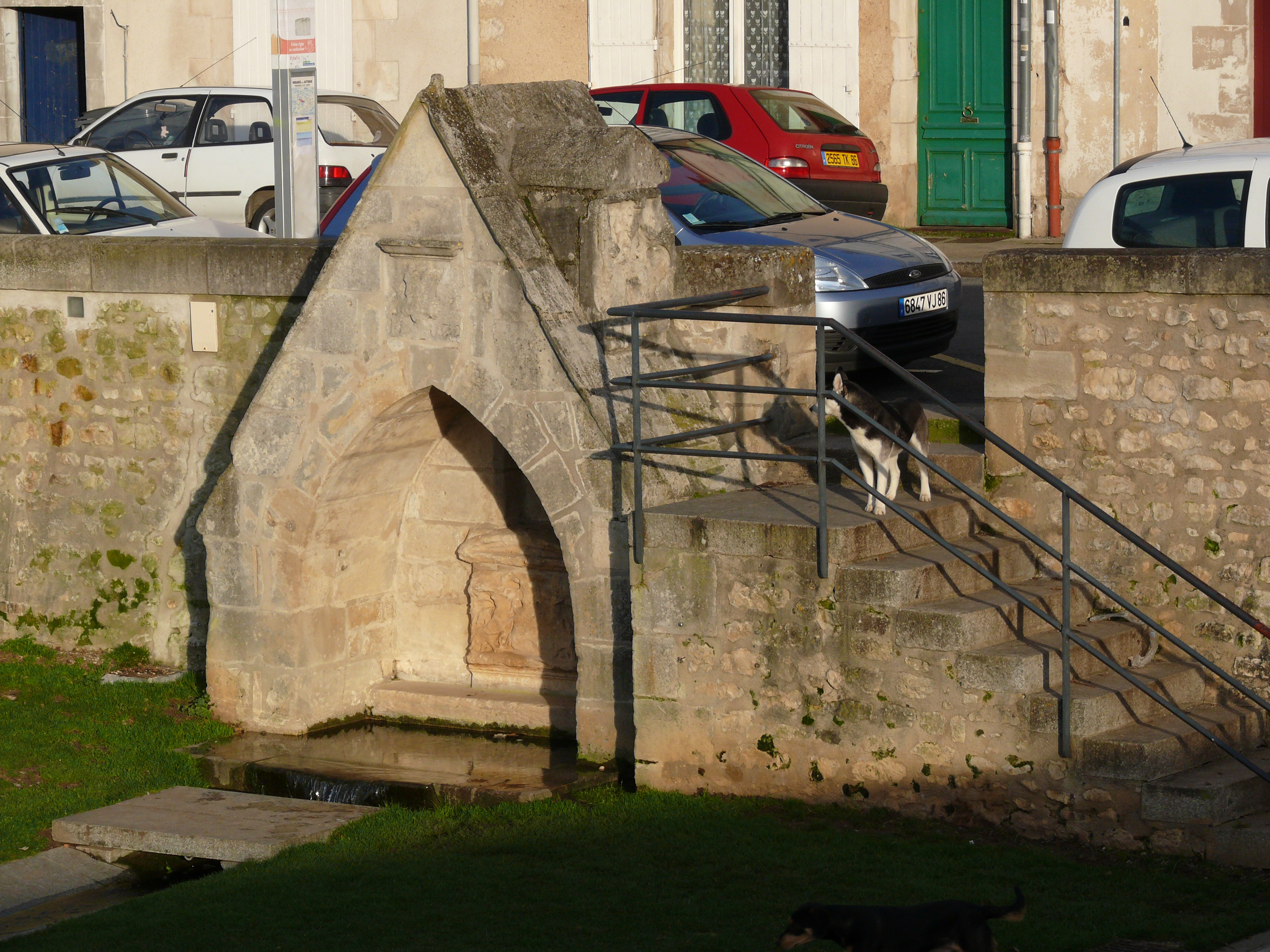
La fontaine XVe du Pont-Joubert, qui se déverse dans le Clain à Poitiers.

Le Clain n'est pas une rivière sujette à des inondations catastrophiques. Mais des pluies locales peuvent provoquer d'importants débordements dans sa vallée encaissée. Le plus important remonte à décembre 1982, lorsqu'une crue soudaine avait coupé la circulation sur les boulevards de Poitiers et submergé tous les ponts (excepté le pont de l'autoroute urbaine dite Pénétrante).

### Le Clain à Dissay

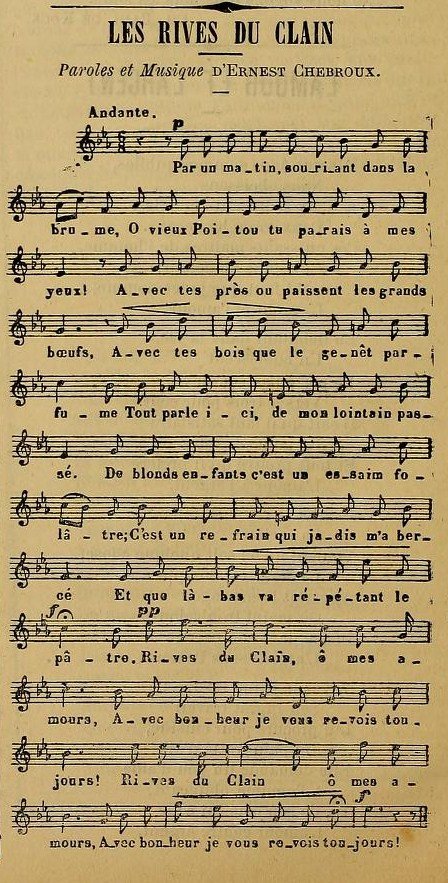
Une chanson d'Ernest Chebroux Les rives du Clain.

Le débit du Clain a été observé sur une période de 50 ans (1965-2014), à Dissay, à 59 m d'altitude, localité du département de la Vienne, située au sud de Châtellerault, à peu de distance du confluent avec la Vienne. À cet endroit le bassin versant de la rivière est de 2 881 km2 sur un total de 3 217 km2, soit 89 % de la totalité.
Le module de la rivière à Dissay est de 21,5 m3/s.
Le Clain présente des fluctuations saisonnières de débit moyennes, avec des hautes eaux d'hiver portant le débit mensuel moyen entre 27 et 43 m3/s, de décembre à avril inclus (maximum en janvier et surtout février), et des basses eaux d'été de juillet à octobre, avec une baisse du débit moyen mensuel jusqu'au niveau de 6,09 m3/s au mois d'août.

### Étiage ou basses eaux
À l'étiage, c'est-à-dire aux basses eaux, le VCN3, ou débit minimal du cours d'eau enregistré pendant trois jours consécutifs sur un mois, en cas de quinquennale sèche s'établit à 2,1 m3/s ce qui reste acceptable et à 10 % du module.

### Crues
D'autre part, les crues peuvent prendre une certaine importance sans atteindre des niveaux catastrophiques. Le débit instantané maximal enregistré a été de 400 m3/s le 1er décembre 1982, tandis que la valeur journalière maximale a été de 342 m3/s le 22 décembre 1982. La hauteur maximale instantanée a été de 2 370 mm ou 2,37 m le 24 janvier 1995.
Le QIX 10 est de 250 m3/s, tandis que le QIX 20 vaut 300 m3/s. Quant au QIX 50, il est de 360 m3/s, soit 12 % de celui de la Vienne à Nouâtre.
À titre de comparaison, le QIX 10 de la Marne à l'entrée de Paris vaut 510 m3/s, tandis que son QIX 50 est de 650 m3/s. On peut ainsi remarquer que le QIX 10 comme le QIX 50 du Clain, rivière moyenne, sont d'un peu plus de la moitié de ceux de la Marne, alors que le bassin versant de cette dernière est quatre fois plus étendu.
La crue centennale a été mesurée à 5,60 m[réf. nécessaire].
La crue de février 2007 a atteint environ 3,65 m, le 3 mars 2007[réf. nécessaire].

### Lame d'eau et débit spécifique
La lame d'eau écoulée dans le bassin du Clain est de 237 millimètres par an, ce qui peut paraître un peu faible, comparé à la moyenne d'ensemble de la France (320 millimètres par an), ou à celle de l'ensemble du bassin versant de la Vienne (319 millimètres par an). C'est cependant supérieur à bien des cours d'eau du bassin de la Loire, tels que la Sarthe (203 millimètres par an) ou encore le Loir (seulement 130 millimètres par an). Le débit spécifique (ou Qsp) atteint 7,5 litres par seconde et par kilomètre carré de bassin.

## Culture
- Un proverbe ancien dit « Au port de Sénom le Clain perd son nom » (référence au fait que le Clain se jette dans la Vienne à Cenon-sur-Vienne, ici orthographié différemment)[6]
- Jules Sandeau situe son roman Mademoiselle de la Seiglière (1848) au bord du Clain.
- Une des plus fameuses chansons de Ernest Chebroux, poète, dessinateur et goguettier poitevin et parisien s'intitule : Les rives du Clain[5].